# Gunung Masurai
Gunung Masurai är ett berg i Indonesien.   Det ligger i provinsen Jambi, i den västra delen av landet, 700 km nordväst om huvudstaden Jakarta. Toppen på Gunung Masurai är 2 276 meter över havet.
Terrängen runt Gunung Masurai är kuperad åt sydost, men åt nordväst är den bergig. Runt Gunung Masurai är det ganska glesbefolkat, med 23 invånare per kvadratkilometer. I omgivningarna runt Gunung Masurai växer i huvudsak städsegrön lövskog.